# 静岡茶

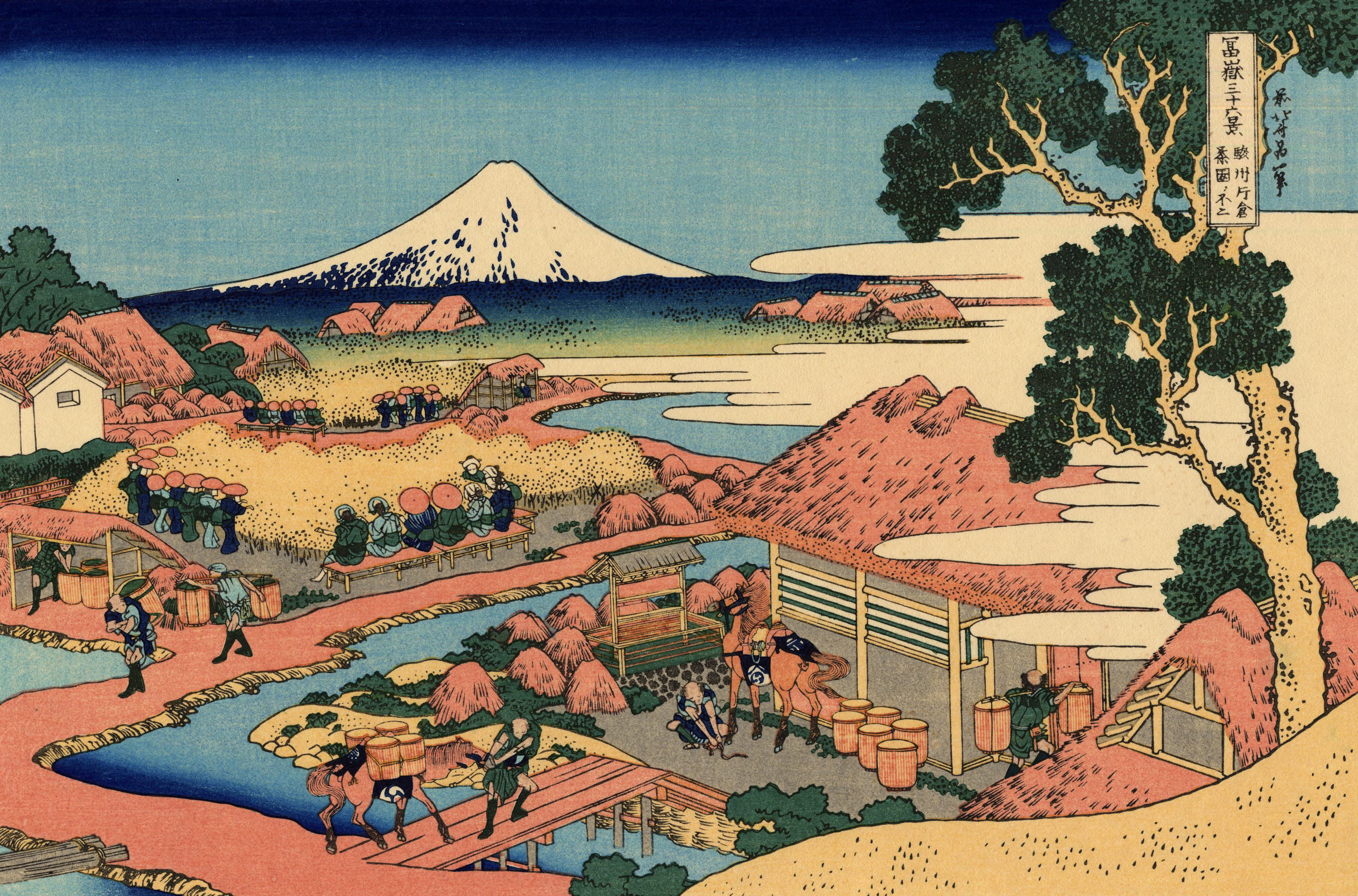
葛飾北斎『冨嶽三十六景』「駿州片倉茶園ノ不二」

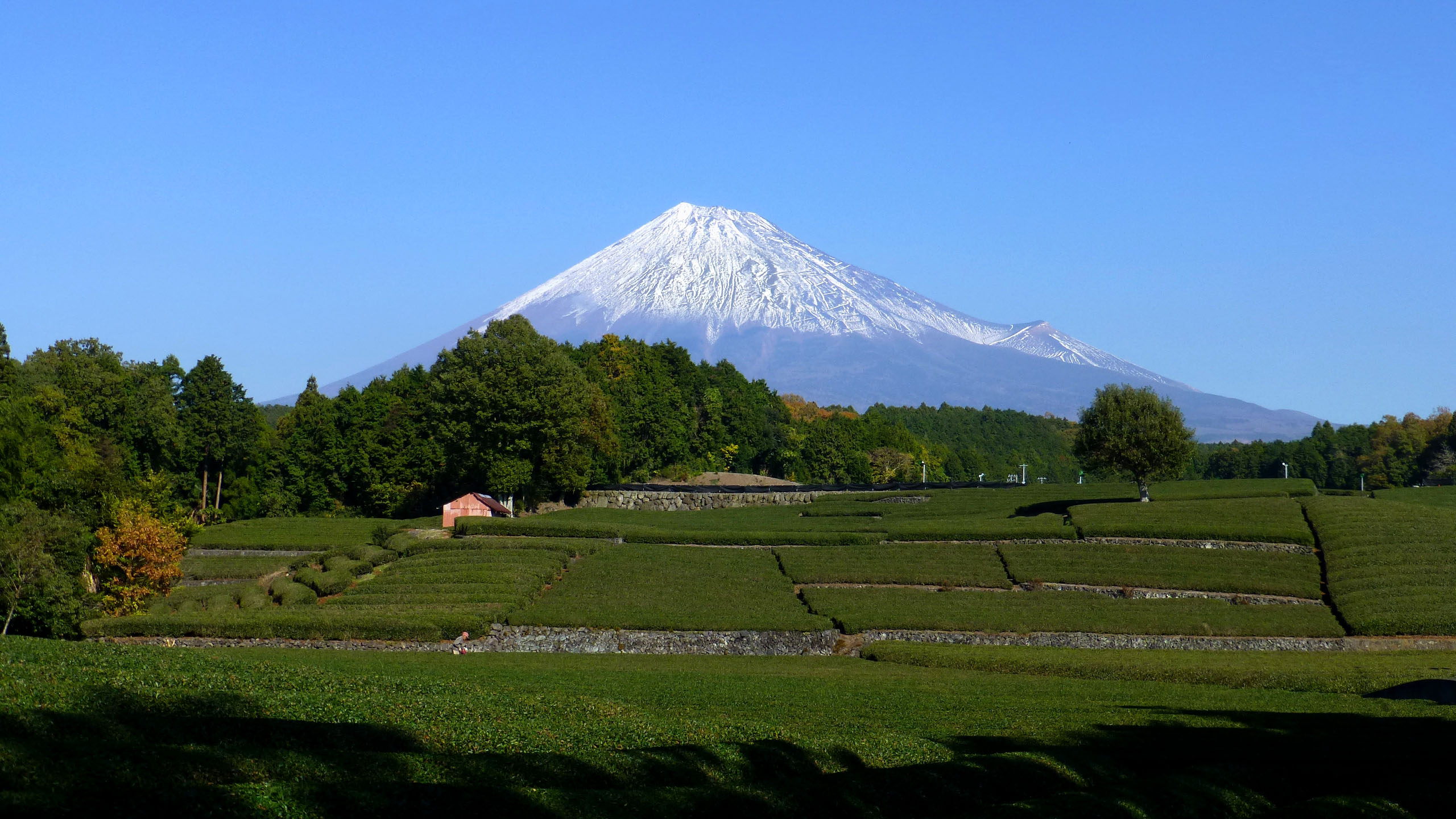
茶園と富士山（富士市、大淵笹場）

静岡茶（しずおかちゃ）は、静岡県で生産されているお茶（緑茶）及び、そのブランド名である。牧之原台地とその周辺地域が最大の生産地であり、生産量は日本国内第1位であるが、年々第2位の鹿児島茶との差が縮まっている（2020年の統計では1,300トン差）。産出額においては2019年に鹿児島茶に抜かれ、1970年から49年間続いた首位の座から陥落した。
宇治茶、狭山茶と並んで日本三大茶とされる。

## 歴史
鎌倉時代、円爾（聖一国師）が仏教修行のため渡った宋から茶樹の種を持ち帰り、駿河国足窪（現：静岡市葵区足久保）に植えたことが、静岡茶の始まりと伝えられる。南北朝時代の中原家文書『師守記』は、貞治元年（1362年）に山名郡浅羽庄の柴重西、岡郷付近（現：袋井市）の茶が中原家に贈られたと記す。江戸時代に入ると慶長年間より、御用茶を駿河の足久保や大河内から江戸の将軍家へ届ける下命があった。また東海道沿道では参勤交代の武士を始め多くの旅人が行き交い茶の消費や江戸への出荷も増えた。
大政奉還の翌慶応4年、徳川宗家の家督を徳川慶喜から相続した徳川家達が静岡藩70万石に移封され、6000人もの幕臣が駿府に移った。その中で慶喜の護衛にあたった精鋭隊（静岡転出後は新番組と呼ばれた）隊長の中條金之助、副隊長の大草太起次郎、松岡万ら約300名が明治2年、版籍奉還を受けて帰農を決意し、牧之原台地で茶園の開墾に乗り出した。明治3年には彰義隊の残党数名も合流した。また大井川の川越人足も明治3年の渡船許可によって職を失い、関係者の尽力によって100名ほどの者が牧之原への入植を許された。その後農民らによる牧之原はじめ静岡県各地での茶園の開墾も増えていった。
水の便が悪い牧之原台地は稲作農民から放置されており、開墾は大正時代初めにかけて続いた。但し、水田ほど水を必要としない茶園も水の確保には苦労し、灌漑などの環境整備、品種改良や栽培・茶葉加工方法の工夫による品質向上の取り組みは太平洋戦争後まで続いた。
近年は、山の斜面や肥沃な台地で多く栽培されているため、乗用の大型摘採機の導入などが難しく、跡継ぎ不足や高齢化が進む生産者にとって負担が大きいこと、ペットボトル飲料の普及による急須で淹れる「リーフ茶」需要の低迷で、品質を売り物にしている静岡茶のニーズに合致しなくなったことを理由に年々生産量及び茶栽培面積の減少が続いている。

## 表示基準
社団法人静岡県茶業会議所と社団法人日本茶業中央会により、以下の厳格な表示基準が規定されている。基準を満たさないものは「静岡茶」と表示することができない。
- 静岡茶 - 静岡県内産茶葉を100%使用したもの。
- 静岡茶ブレンド - 最終加工地が静岡県で、静岡県内産茶葉を50%以上100%未満使用したもの（配合比率を表示すること）。他県産、海外産の茶葉も使用される[15]。

## 生産量
- 緑茶（仕上茶）出荷額：136,553百万円（全国シェア56%、第1位、2018年）[16]
- 茶（生葉・荒茶）産出額：251億円（全国シェア28.2%、第2位、2019年）[17]
- 生葉収穫量：112,600トン（全国シェア34.2%、第2位、2020年）[1]
- 荒茶生産量：25,200トン（全国シェア36%、第1位、2020年）[1][2]
- 摘採実面積：13,700ヘクタール（全国シェア39.9%、第1位、2020年）[1]

## 静岡茶に属するブランド

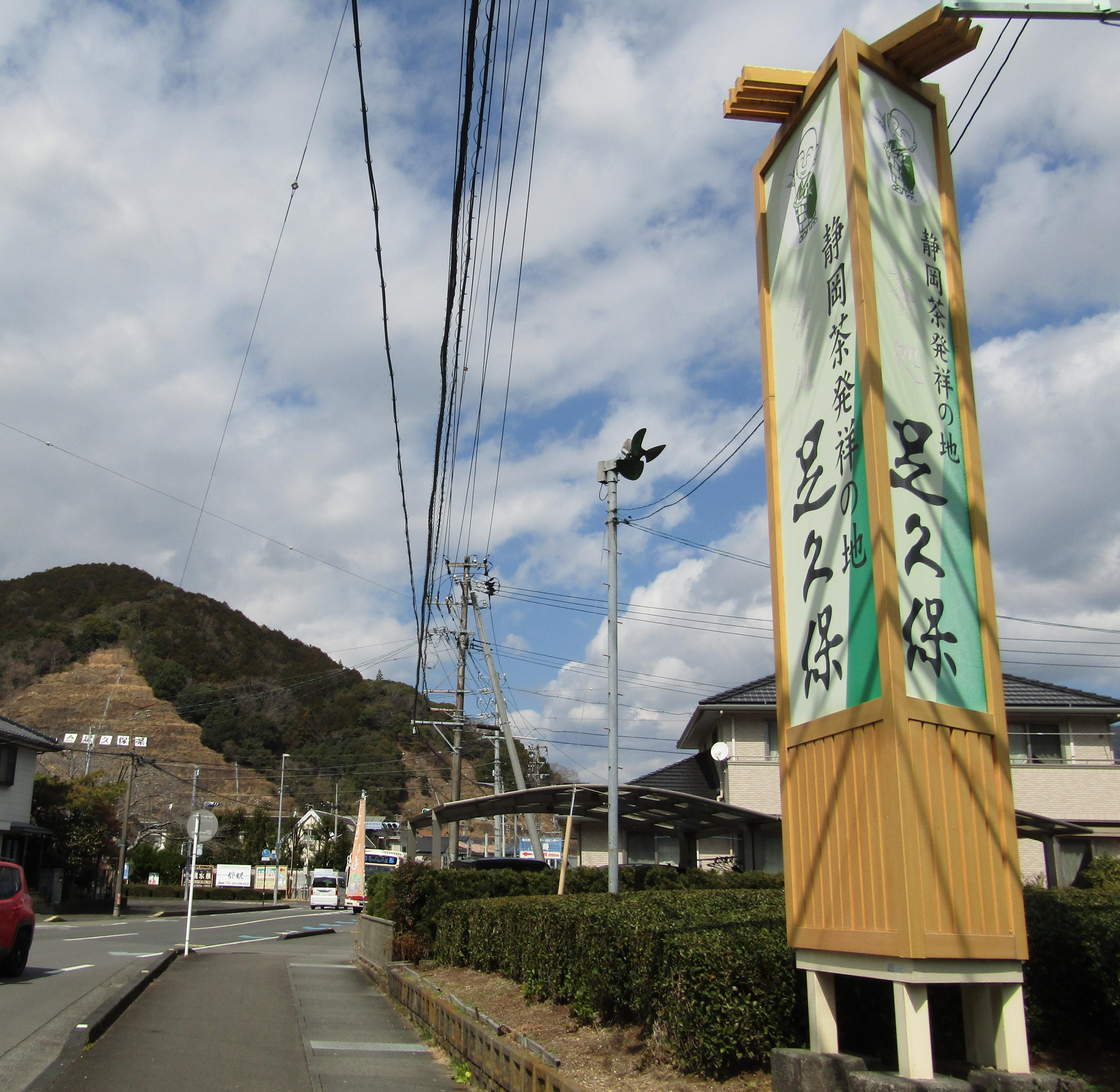
足久保は静岡茶発祥の地とされる。

「静岡茶」として販売される以外に、一部ではさらに産地を限定した地域ブランドが存在する。
- 本山（ほんやま）茶 - 静岡市葵区安倍奥・藁科地区。
- 足久保茶 - 静岡市葵区足久保地区。聖一国師（円爾）がこの地で茶栽培を始めたため、静岡茶発祥の地とされる。[18]
- 両河内茶 - 静岡市清水区両河内地区
- 川根茶 - 島田市、川根本町
- 掛川茶 - 掛川市
- 静岡牧之原茶 - 牧之原市　～　牧之原台地＝深蒸し茶発祥の地
- 菊川茶 - 菊川市
- 引佐（いなさ）茶 - 浜松市浜名区
- 天竜茶 - 浜松市天竜区
- 袋井茶 - 袋井市
- 小笠茶 - 菊川市
- 島田茶 - 島田市
- 金谷茶 - 島田市
- 岡部茶 - 藤枝市
- 清水茶 - 静岡市清水区
- 富士茶 - 富士市、富士宮市
- 天城茶 - 伊豆市周辺
- ぐり茶（玉緑茶） - 伊東市など伊豆半島東部。
- 丸子（まりこ）紅茶 - 静岡市駿河区丸子地区で生産されている国産の紅茶。

## 普及活動

### 見学・体験・販売施設[19]
- しずおかO-CHAプラザ（静岡市 駿河区南町）
- 道の駅玉露の里（藤枝市 岡部町新舟）
- ふじのくに茶の都ミュージアム（島田市 金谷富士見町）
- meguri石畳茶屋（島田市 金谷坂町）
- 道の駅フォーレなかかわね茶茗舘（川根本町 水川）
- 時之栖こだわりっぱ（掛川市 城下）
- KADODE OOIGAWA(島田市金谷町)

### 条例制定
静岡県は2016年12月21日の県議会定例会で「小中学校の児童生徒の静岡茶の愛飲の促進に関する条例」を可決した（同年12月27日施行）。
このほか静岡市や藤枝市には静岡茶の地産地消を推進するための条例が制定されている。

### 学校給食
静岡市、島田市、掛川市、菊川市などの小中学校では静岡茶を学校給食に採用している。